# Überschallflugzeug
Ein Überschallflugzeug ist ein Flugzeug, das nach Durchbrechen der Schallmauer mit einer Geschwindigkeit größer als Mach 1, also schneller als der Schall fliegt. Geschwindigkeiten jenseits Mach 5 werden umgangssprachlich auch als „hyperschallschnell“ bezeichnet.

## Meilensteine

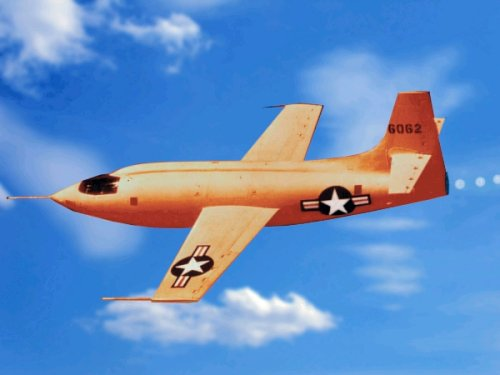
Bell X-1

Das erste Flugzeug, das im Horizontalflug nachweislich schneller als der Schall flog, war am 14. Oktober 1947 das Forschungsflugzeug Bell X-1 der amerikanischen Air Force und des National Advisory Committee for Aeronautics (NACA). Das Flugzeug übertrat von Chuck Yeager gesteuert in einer Höhe von 45.000 Fuß (ca. 15 km) die Schallgrenze. Ein vorheriger Versuch mit einer deutschen Messerschmitt-Maschine gilt wissenschaftlich als umstritten und nicht anerkannt.

### Chronologie
1941: Das deutsche Raketenflugzeug Messerschmitt Me 163 überschreitet im Horizontalflug erstmals die 1000 km/h-Grenze.
1944: Das deutsche Raketenflugzeug Messerschmitt Me 163 erreicht im Bahnneigungsflug 1130 km/h (entspricht in genügend großer Höhe bereits Überschallgeschwindigkeit).
1945: Gemäß inoffiziellen Aussagen von Militärpiloten soll das deutsche Strahlflugzeug Me 262 im Bahnneigungsflug die Schallmauer durchbrochen haben.

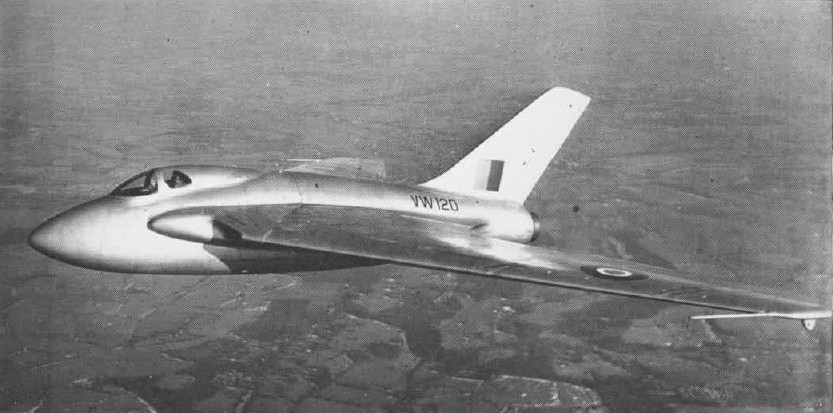
De Havilland Swallow, zweiter Prototyp VW120

1947: Das amerikanische Raketenflugzeug Bell X-1 durchbricht als erstes Flugzeug nachweislich die „Schallmauer“.
1948: Das englische Strahlflugzeug De Havilland DH.108 Swallow und das amerikanische Düsenflugzeug F-86 Sabre durchbrechen im Bahnneigungsflug die Schallmauer.
1953: Das amerikanische Strahlflugzeug Douglas F4D Skyray erreicht im Horizontalflug in etwa Mach 1.
1953 fliegt Scott Crossfield als erster Mensch am 20. November Mach 2,005. Seine Maschine Douglas Skyrocket wurde jedoch wie schon die X-1 im Jahr 1947 von einem Mutterflugzeug in eine große Höhe getragen.
1955: Mit dem amerikanischen Strahlflugzeug North American F-100 Super Sabre erreicht der offizielle, horizontal geflogene Geschwindigkeitsrekord den Überschallbereich.
1956: In der britischen Fairey Delta 2 fliegt am 10. März der erste Mensch vom Boden aus schneller als die 1000-Meilen-Grenze und mit 1.811 km/h schneller als die Erdrotation am Äquator.
1961: Im August überschreitet eine Douglas DC-8 im Rahmen eines Testflugs auf der Edwards Air Force Base in Kalifornien Mach 1. Es war der einzige absichtliche Überschallflug eines anderen Verkehrsflugzeugs als der Concorde oder der Tu-144.
1968: Die Tupolew Tu-144 fliegt als erstes für zivile Zwecke geeignetes Flugzeug Überschall.
1976: Mit der britisch-französischen Concorde nimmt das erste zivile Überschallflugzeug den Linienbetrieb auf.

## Militärische Luftfahrt
Militärische Überschallflugzeuge finden sich ab den 1960er-Jahren vorwiegend im Bereich der Jagdflugzeuge und Jagdbomber, da es in diesen Rollen essenziell wichtig ist, den Einsatzort, mitunter ein fliegendes Ziel, in möglichst kurzer Zeit erreichen zu können.

## Zivile Luftfahrt

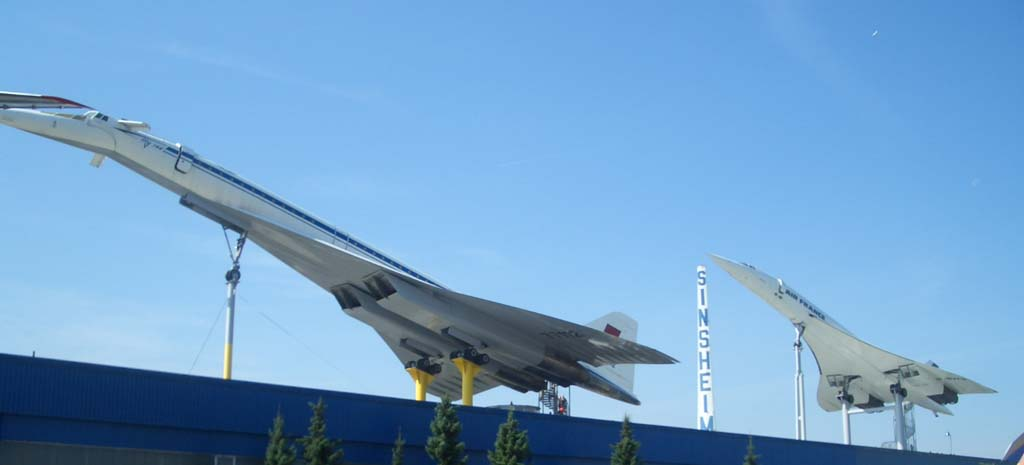
Tu-144 und Concorde in Sinsheim

Das erste Verkehrsflugzeug, das die Schallgeschwindigkeit überschritt, war eine DC-8 mit Mach 1,0124. Dies gelang am 21. August 1961. Die notwendige Geschwindigkeit konnte jedoch nur im Bahnneigungsflug erreicht werden.
Den ersten horizontalen Überschallflug absolvierte die sowjetischen Tupolew Tu-144 (Erstflug: 31. Dezember 1968). Wenig später gelang dies auch der britisch-französischen Concorde. Am 26. Mai 1970 war es wiederum die Tu-144, der es als erstem Verkehrsflugzeug gelang, die doppelte Schallgeschwindigkeit zu überschreiten.
Nur die Concorde wurde für längere Zeit für Passagierflüge eingesetzt. Sie wurde erst am 26. November 2003 außer Dienst gestellt. Ihr Betrieb war von Beginn an im Vergleich zu den gleichzeitig aufkommenden Großraumflugzeugen nicht wirtschaftlich, das Projekt wurde jedoch vor allem von Französischer Seite aus Prestigegründen fortgeführt. Die beiden Fluggesellschaften Air France und British Airways mussten schließlich für die Flugzeuge keine Anschaffungskosten aufwenden. Die Tu-144 wurde bereits nach sieben Monaten Einsatz 1978 aus dem Verkehr gezogen. Sie konnte ihre Geschwindigkeit im Gegensatz zur Concorde nur mit eingeschaltetem Nachbrenner halten.
Am 17. Dezember 2003 überschritt mit dem SpaceShipOne erstmals ein vollständig privat finanziertes Flugzeug die Schallgeschwindigkeit. Pilot auf diesem Flug war Brian Binnie. Die Maschine stammte von der Firma Scaled Composites und wurde von dem für seine unkonventionellen Entwürfe bekannten Konstrukteur Burt Rutan entwickelt. Das Überschreiten der Schallgeschwindigkeit muss jedoch bei diesem Projekt als Nebeneffekt gelten, denn primäres Ziel war die Realisierung des ersten vollständig privat finanzierten, bemannten Weltraumfluges.
Seit 2003 ist kein ziviles Überschall-Verkehrsflugzeug mehr in Betrieb, es gibt jedoch weiterhin Bedarf an schnellen Interkontinentalreisen. Inzwischen wird bereits an Konzepten für die noch schnelleren Hyperschall-Flugzeuge gearbeitet, für die aber Entwicklungszeiträume von über 20 Jahren angesetzt werden. Die Projekte für Überschall-Flugzeuge könnten wesentlich schneller umgesetzt werden:

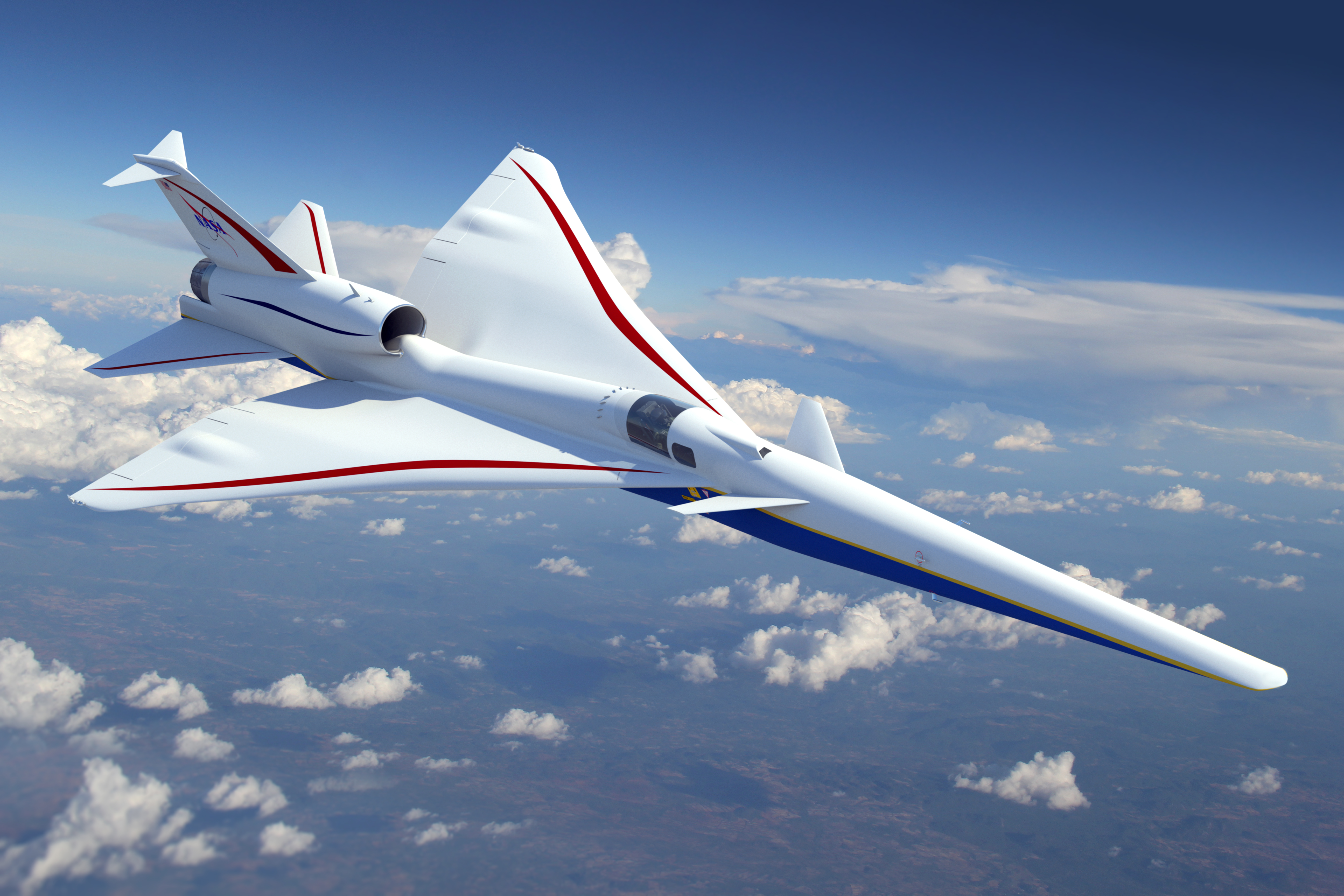
Lockheed Martin X-59

- 2015 wurde über Airbus-Patente zu einem ultraschnellen Flugzeug für 20 Passagiere berichtet. Bereits 2011 hatte Airbus das Konzeptflugzeug ZEHST (Zero Emission High Supersonic Transport) für bis zu 100 Passagiere vorgestellt.[14]
- Die Aerion Corporation plante ursprünglich für 2021 ein neues Überschall-Geschäftsflugzeug mit dem Namen Aerion AS2. Doch im Mai 2021 hat sie ihren Betrieb eingestellt, nachdem es ihr nicht gelungen war, die notwendigen Mittel für den Bau der Flugzeuge aufzubringen.[15]
- Die NASA hat 2016 bei Lockheed Martin das Konzept „Quiet Supersonic Technology (QueSST)“ (dt.: Leise Überschall-Technologie) in Auftrag gegeben. Die Lockheed Martin X-59 soll in 16 Kilometer Höhe mit 1500 km/h fliegen[16] Dabei soll das kegelförmige Knallereignis hinter dem Flugzeug dank spezieller Formgebung minimiert werden und dadurch nicht bis zum Boden dringen.[17][18]
- Das amerikanische Start-Up-Unternehmen Boom Technology arbeitet an einem 55-sitzigen Flugzeug Boom Overture, das ab 2023 über dem Ozean mit Mach 2,2 fliegen soll.[19]
- Rolls-Royce und Virgin Galactic wollen ein Mach-3-schnelles Flugzeug für knapp 20 Passagiere entwickeln.[20]
- Hermeus erhielt im Sommer 2020 vom Direktorium Presidential and Executive Airlift der U.S. Air Force Unterstützungsmittel. Die Firma will ein Mach-5-Hyperschallflugzeug für 20 Passagiere entwickeln.
- Von der gleichen Dienststelle erhielt die Firma Exosonic Gelder für die Entwicklung eines 70-sitzigen Überschallflugzeuges. Dieses soll dank gedämpftem Überschallknall auch über Land mit Überschallgeschwindigkeit fliegen können.[21]
- Die Firma Commercial Aircraft Corporation of China (COMAC) plant mit der C949 ein Überschallflugzeug für 28 bis 48 Passagiere, das mit Mach-1.8 fliegen und eine Reichweite von 7200 bis 10900 km haben soll. Der Fokus soll dabei auf einem möglichst leisen Betrieb liegen, um auch über Land fliegen zu können.[22]

## Problematik

Ausbreitung der Druckwelle hinter einem Überschallflugzeug

Der Hauptgrund dafür, dass es in der zivilen Luftfahrt nie in bedeutendem Umfang zum Einsatz von Überschallflugzeugen kam, war deren Unwirtschaftlichkeit. Bei Reisegeschwindigkeit hatte die Concorde einen etwa doppelt so hohen Treibstoffverbrauch wie die Boeing 747, konnte dabei aber nur etwa ein Drittel der Passagiere transportieren. Hinzu kamen die höheren Ansprüche bezüglich Materialqualität und Wartung, die die Betriebskosten weiter steigerten. Als Vorteil steht diesen Nachteilen nur der Zeitgewinn gegenüber, der durch die höhere Geschwindigkeit erzielt wird.
Als weitere Ursache gilt der sogenannte Überschallknall, der beim Flug mit Überschallgeschwindigkeit entsteht. Dessen schädliche Wirkungen (Lärmbelästigung, in Extremfällen von Glasbruch bis zu Gebäudeschäden) legten nahe, Flugphasen, die mit Überschallgeschwindigkeit zurückgelegt wurden, über unbewohntes Gebiet zu verlegen. Im Jahr 1964 wurden in den USA eigens zur Erhebung der Lärm-Toleranz der Bevölkerung Versuchs-Überflüge mit Überschall unternommen. Über Oklahoma City flog die Air Force im Auftrag der Federal Aviation Agency ab 3. Februar täglich acht Mal mit Überschall über der Stadt. Diese bis 29. Juli 1964 insgesamt 1.253 Flüge fanden frühestens um 7 Uhr morgens statt und endeten am Nachmittag. Laut Befragungen hätten sich 73 oder 75 Prozent der Befragten an acht Flüge pro Tag gewöhnen können. Ziviler Überschallflug über den USA wurde 1973 trotzdem verboten. Ein wesentlicher Faktor war der Schutz der Atmosphäre.
Als technische Lösung für das Problem des Überschallknalls wird mit dem Versuchsflugzeug X-59 nach Möglichkeiten gesucht, die den Überschallknall verursachenden Druckwellen zu verkleinern.